# Uru-Chipaya
Uru-Chipaya, även kallat Chipaya-Uru är en indiansk boliviansk språkfamilj som består av två närbesläktade språk. Den har inga kända närbesläktade språk även om kopplingar antas finnas till arawak eller mayaspråk. Chipaya talas av över 1 000 personer och ses som vitalt inom ursprungssamhället, medan endast två utövare av Uru fanns kvar 2000.
Uru-Chipaya är två indianfolk vid Titicacasjön. Uru talas i de norra, västra och södra delarna omkring Titicacasjön medan Chipaya talas i byn Santa Ana de Chipaya i departementet Oruro.
Språket har officiell status i Bolivia, jämte spanskan och 35 andra ursprungsfolksspråk.